# 博米耶
博米耶（法語：Bommiers，法語發音：[bɔmje]）是法国安德尔省的一个市镇，位于该省东部，属于伊苏丹区。

## 地理
博米耶（46°47'41"N, 1°59'7"E）面积28.38 平方千米，位于法国中央-卢瓦尔河谷大区安德尔省，该省份为法国中部省份，北起卢瓦-谢尔省，西北接安德尔-卢瓦尔省，西南接维埃纳省，南至克勒兹省和上维埃纳省，东临谢尔省。
与博米耶接壤的市镇（或旧市镇、城区）包括：昂布罗、拉贝特努、默内-普朗什、普吕涅、圣阿乌。

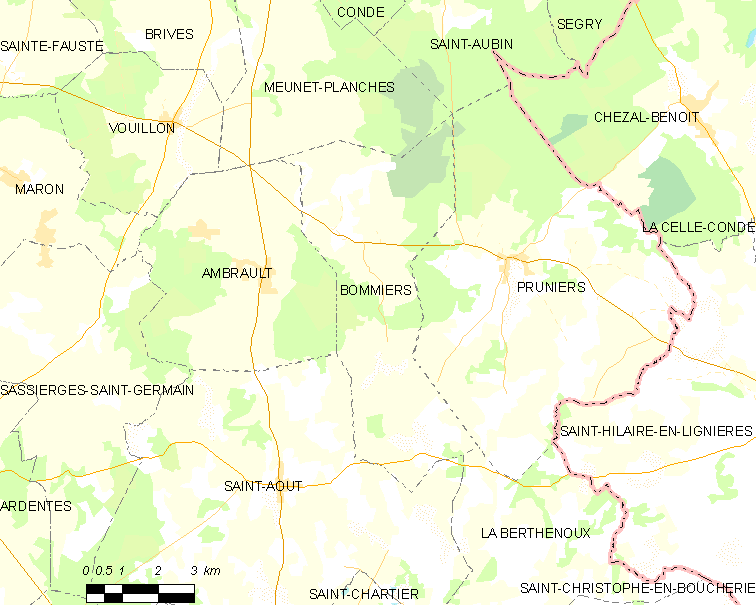
博米耶的OSM定位图

博米耶的时区为UTC+01:00、UTC+02:00（夏令时）。

## 行政
博米耶的邮政编码为36120，INSEE市镇编码为36019。

## 政治
博米耶所属的省级选区为拉沙特尔县。

## 人口

1962-2008年间博米耶人口变化图示

博米耶于2022年1月1日时的人口数量为320人。